# مرید حق
مرید حق فیلمی به کارگردانی نظام فاطمی و نویسندگی فریدون گله محصول سال ۱۳۴۹ است.

## خلاصه داستان
مردی فوق‌العاده مورد احترام و اعتماد اهل محله است تا اینکه دختری به او پناه می‌آورد…

## بازیگران
- ناصر ملک مطیعی
- شیلا
- کامی کسروی
- غلامحسین بهمنیار
- غلامرضا سرکوب
- ایران قادری
- محمدتقی کهنمویی
- علی زندی